# یوژف مساروش
یوژف مساروش (به مجاری: József Mészáros) (زاده ۱۶ ژانویهٔ ۱۹۲۳ – درگذشته ۲۱ آوریل ۱۹۹۷) مربی مجارستانی تیم ملی فوتبال ایران (۱۹۵۷–۵۹ میلادی- ۱۳۳۶-۳۸ خورشیدی) و باشگاه فوتبال بشیکتاش بود.
دورانی که او سرمربی تیم ملی ایران بود، دوران آماتوری فوتبال ایران بود و تیم ملی ایران با شکست های پیاپی برابر هند و پاکستان از راهیابی به دور نهایی جام ملت‌های آسیا ۱۹۶۰ باز ماند.
تنها دستاورد بزرگ او، برتری سه بر صفر برابر اسرائیل بود که در آن زمان قدرت شماره یک فوتبال آسیا به حساب می آمد.